# ドミニカ国の大統領
ドミニカ国の大統領（ドミニカこくのだいとうりょう、英語: President of the Commonwealth of Dominica）は、ドミニカ国の元首たる大統領である。
現職は2023年10月2日に就任したシルバニー・バートン。

## 選出
首相・野党第1党党首が共同で候補者指名に同意すれば、議長が議会に報告し選出される。ただ、同意できなかった場合は議会の選挙により選出される。

## 大統領の一覧
| 代  | 大統領                         | 大統領 | 所属政党       | 期                              | 在任期間                       | 在任期間    | 備考                                              |
| --- | ------------------------------ | ------ | -------------- | ------------------------------- | ------------------------------ | ----------- | ------------------------------------------------- |
| 0－ | ルイス・コールズ＝ラルティーグ |        | 無所属         | －                              | 1978年11月3日 - 1979年1月19日  | 77日        | 暫定大統領                                        |
| 01  | フレッド・デガゾン             |        | 無所属         | 1                               | 1979年1月19日 - 1980年1月29日  | 1年 + 10日  | 在任中に解任                                      |
| 0－ | ルイス・コールズ＝ラルティーグ |        | 無所属         | 1                               | 1979年6月15日 - 1979年6月16日  | 1日         | 大統領代行                                        |
| 0－ | ジェンナー・アーマー           |        | 無所属         | 1                               | 1979年6月21日 - 1980年2月25日  | 249日       | 大統領代行                                        |
| 02  | アウレリウス・マリー           |        | 無所属         | 2                               | 1980年2月26日 - 1983年12月20日 | 3年 + 297日 |                                                   |
| 0－ | クラレンス・セイノーレット     |        | ドミニカ労働党 | 2                               | 1983年5月23日 - 1983年12月20日 | 211日       | 大統領代行                                        |
| 03  | クラレンス・セイノーレット     | 3      | ドミニカ労働党 | 1983年12月20日 - 1993年10月24日 | 9年 + 308日                    |             |                                                   |
| 04  | クリスピン・ソーハインド       |        | ドミニカ自由党 | 4                               | 1993年10月24日 - 1998年10月5日 | 4年 + 346日 |                                                   |
| 05  | ヴァーノン・ショウ             |        | 統一労働者党   | 5                               | 1998年10月6日 - 2003年10月1日  | 4年 + 360日 |                                                   |
| 06  | ニコラス・リヴァプール         |        | 無所属         | 6                               | 2003年10月1日 - 2008年10月1日  | 8年 + 352日 |                                                   |
| 06  | ニコラス・リヴァプール         | 7      | 無所属         | 2008年10月1日 - 2012年9月17日   | 任期満了前に辞任               | 8年 + 352日 |                                                   |
| 07  | エリュード・ウィリアムズ       |        | ドミニカ労働党 | 8                               | 2012年9月17日 - 2013年10月2日  | 1年 + 15日  |                                                   |
| 08  | チャールズ・サバリン           |        | ドミニカ労働党 | 9                               | 2013年10月2日 - 2018年10月1日  | 10年 + 0日  |                                                   |
| 08  | チャールズ・サバリン           | 10     | ドミニカ労働党 | 2018年10月2日 - 2023年10月2日   |                                | 10年 + 0日  |                                                   |
| 09  | シルバニー・バートン           |        | ドミニカ労働党 | 11                              | 2023年10月2日 - （現職）       | 1年 + 161日 | 同国初の女性大統領 同国初のカリナゴ族出身の大統領 |